# Linhas Aéreas de Moçambique
Linhas Aéreas de Moçambique (LAM, działające także pod angielską nazwą LAM Mozambique Airlines) – narodowe linie lotnicze Mozambiku z siedzibą w Maputo. Obsługuje połączenia w południowej Afryce oraz do Europy. Głównym portem lotniczym jest Port lotniczy Maputo.
Agencja ratingowa Skytrax przyznała liniom dwie gwiazdki.

## Historia
Linie te powstały w sierpniu 1936 jako DETA – Direcção de exploração de Transportes Aéreos czyli oddział zakładu kolei, portów i lotnictwa portugalskiego rządu kolonijnego Mozambiku. Linie rozpoczęły działalność 22 grudnia 1937. W roku 1980 przemiano DETA na LAM. W 1998 została przyjęta nazwa LAM – Linhas Aéreas de Moçambique. Długie trasy obsługiwano samolotami Boeing 707 i Douglas DC-8, a następnie przez DC-10. Do dodatkowych operacji wykorzystywano także Iły-62M. Państwo posiada 80% udziałów w liniach lotniczych, pozostałe 20% pracownicy linii lotniczych. W marcu 2007 linie zatrudniały 795 pracowników. Do linii należą również linie lotnicze Moçambique Expresso.
29 listopada 2013 doszło do katastrofy samolotu typu Embraer 190 należącego do LAM.

## Kierunki lotów
Stan na styczeń 2011:

### Afryka
- Angola
  - Luanda – Port lotniczy Luanda
- Kenia
  - Nairobi – Port lotniczy Jomo Kenyatta
- Mozambik
  - Beira – Port lotniczy Beira
  - Chimoio – Port lotniczy Chimoio
  - Inhambane – Port lotniczy Inhambane
  - Lichinga – Port lotniczy Lichinga
  - Maputo – Port lotniczy Maputo hub
  - Nampula – Port lotniczy Nampula
  - Pemba – Port lotniczy Pemba
  - Quelimane – Port lotniczy Quelimane
  - Tete – Port lotniczy Chingozi
  - Vilankulo – Port lotniczy Vilankulo
- Południowa Afryka
  - Durban – Port lotniczy Durban
  - Johannesburg – Port lotniczy Johannesburg
  - Kapsztad – Port lotniczy Kapsztad
- Tanzania
  - Dar es Salaam – Port lotniczy Dar es Salaam

### Europa
- Portugalia
  - Lizbona – Port lotniczy Lizbona[4]

## Flota
Według stanu na listopad 2024 flota Linhas Aéreas de Moçambique składała się z 4 samolotów o średnim wieku 18,4 lat:
| Samolot                | Samolot | Samolot   | Liczba miejsc | Liczba miejsc | Liczba miejsc | Uwagi              |
| Model                  | Aktywne | Zamówione | B             | E             | Łącznie       | Uwagi              |
| ---------------------- | ------- | --------- | ------------- | ------------- | ------------- | ------------------ |
| Boeing 737-300         | -       | 1         |               |               |               | Konfiguracja cargo |
| Boeing 737-700         | 1       | -         | 12            | 120           | 132           |                    |
| Bombardier Dash 8 Q400 | 3       | -         | -             | 72            | 72            |                    |
| Łącznie                | 4       | 1         |               |               |               |                    |